# أردمشت
أَرْدُمُشْت هي قلعة حصينة تاريخيَّة قرب جزيرة ابن عمر شرقي دجلة في منطقة الموصل. تقع على الجودي بالقرب من دير الزعفران.

## التسمية
ذكر ياقوت الحموي أن اسمها يضم "الدال المهملة والميم، وسكون الشين المعجمة، وتاء فوقها نقطتان".

## التاريخ
حين تمرَّد أهلها في وجه الخلافة العبَّاسية، شنَّ الخليفة العبَّاسي أحمد المعتضد بالله (حكم 279 – 289هـ / 892 – 902م) هجومًا عليها لإعادتها لحضن الخلافة، وقرر تخريب القلعة عقابًا على تمرُّدهم. أنشد المُعتضد بالله عند فتحها:
أعاد ناصر الدولة الحمداني بناءها لاحقًا. أصبحت تعرف باسم "كواشي" في عصر ياقوت الحموي (ت. 1229م). كانت قلعة عامرة في عهد بدر الدين لؤلؤ مملوك نور الدين أرسلان شاه.

### فهرس المنشورات
1. 1 2 3  الحموي (1977)، ج. 1، ص. 146.
2. ↑  الحموي (1977)، ج. 2، ص. 147.

### معلومات المنشورات كاملة
الكتب مرتبة حسب تاريخ النشر
- ياقوت الحموي (1977)، معجم البلدان (ط. 1)، بيروت: دار صادر، OCLC:1014032934، QID:Q114913343